# Fussl Modestraße
Fussl Modestraße ist ein österreichisches Mode-Einzelhandelsunternehmen mit Sitz in Ort im Innkreis, Oberösterreich. Die Fussl Modestraße Mayr GmbH beschäftigt rund 1.200 Mitarbeiter, 95 % davon sind weiblich. Seit der Gründung 1871 befindet sich das Unternehmen im Familienbesitz, derzeit in 5. Generation. Das Unternehmen verfügt über rund 150 Filialen in Österreich. In Deutschland befinden sich etwa 50 Filialen des Unternehmens. Im Geschäftsjahr 2014 erwirtschaftete das Unternehmen einen Umsatz von 114 Millionen Euro.

## Geschichte
Das Unternehmen wurde 1871 von Felix Fussl als Greißlerei und kleines Warenhaus in Ort gegründet. Dessen Enkel  Karl Mayr (1936–2020) übernahm 1963 die Geschäftsführung. Die erste Filiale wurde 1981 in Ried im Innkreis eröffnet. 1996 wurde die Geschäftsführung der 15 Filialen an die ältesten Söhne Karl und Ernst Mayr übergeben.
Die Fussl Modestraße GmbH wurde 2007 unter den Top 500 Wachstumsunternehmen Europas gelistet. 2015 wurde Fussl Modestraße vom Wirtschaftsblatt als „Bestes Familienunternehmen Österreichs 2015“ ausgezeichnet.
2016 erfolgte die Expansion nach Deutschland mit Eröffnung der ersten Filiale in Pfarrkirchen. Bis 2020 wuchs die Anzahl der Standorte in Baden-Württemberg und Bayern auf 50.
Das Unternehmen vertreibt zu etwa 80 Prozent Eigenmarken, die in Tschechien, der Türkei und Asien produziert werden. Die Qualität der dortigen Produktion wird über Partneragenturen, sowie persönliche Besichtigungen garantiert. Der Beschaffungsprozess der eigenen Bio-Kollektion kann über einen Code des Einnähetiketts via Homepage des Unternehmens vom Bauern bis zum Produzenten nachverfolgt werden.